# Eschmun
Eschmun (Ešmun) ist ein phönizischer und karthagischer Heilgott. Er war der Stadtgott von Sidon, wurde aber auch auf Zypern und Sardinien verehrt. Er gilt als schöner Jüngling und wurde als solcher mit Melkart verbunden. Man nannte ihn adon, so wie viele andere Gottheiten.
Der Legende nach war Eshmoun ein junger Mann aus Beirut. Die Göttin Astarte selbst  verliebte sich in ihn. Eschmun verstümmelte sich daraufhin selbst, um ihrem Werben zu entfliehen und starb an seinen Verletzungen. Daraufhin erweckte Astarte ihn wieder zum Leben – als Gott. Wie Adonis wurde er auch als Fruchtbarkeitsgott verehrt, der jedes Jahr von Neuem stirbt, um wiedergeboren zu werden. Er wurde auch als Heilgott angesehen und so mit dem griechischen Heilgott Asklepios gleichgesetzt.
Eschmun wurde – wie Asklepios auch – mit dem Attribut eines Stabes ausgestattet, um den sich eine Schlange windet. Das bezeugt eine goldene Tafel, die in der Nähe des Eschmun-Tempels bei Sidon gefunden wurde.